# Phillips (cráter marciano)

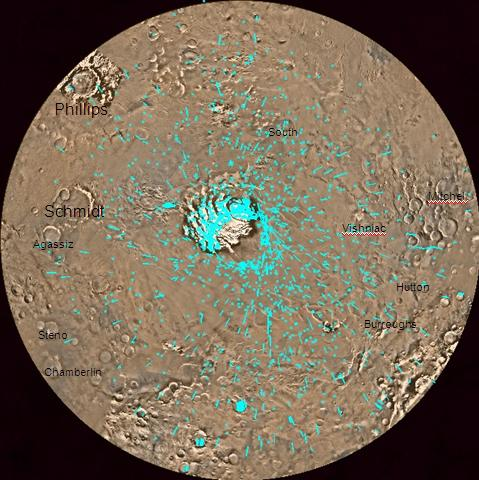
Mapa del cuadrángulo Mare Australe con sus elementos principales rotulados.

Phillips es un cráter perteneciente al cuadrángulo Mare Australe de Marte, localizado en las coordenadas 66.7° latitud sur y 45.1° longitud oeste. Tiene 190,2 km de diámetro, y debe su nombre al geólogo británico John Phillips (1800–1874), y al astrónomo británico Theodore E. Phillips (1868–1942). En esta zona se observan marcas poligonales sobre el terreno, abundantes donde se producen ciclos de congelación y deshielo del suelo mojado.  Estos polígonos son aquí especialmente visibles porque la nieve se acumula en las grietas que los forman. Las ampliadas del artículo muestran estos elementos característicos.

## Imágenes
| [[File:Wikiphilips.jpg\|1200px\|alt={{{Alt\|{{{descripción}}}]]                                                                       |
| Cráter Phillips, fotografía de la cámara CTX a bordo del Mars Reconnaissance Orbiter. El norte, hacia la izquierda de la fotografía). |

|  |  |